# Kanzleramtsminister (Österreich)

Logo des Bundeskanzleramts

Ein inoffiziell Kanzleramtsminister genannter Bundesminister, offiziell Bundesminister im Bundeskanzleramt, ist in Österreich ein Minister, der – mit oder ohne Geschäftsbereich (angelobt „ohne Portefeuille“) – formal im Bundeskanzleramt agiert, auch dann, wenn die ihm übertragenen Bereiche des Amtes nicht am Sitz des Bundeskanzleramtes verwaltet werden.
In der Bundesregierung Nehammer gab es wie schon in den vorherigen Bundesregierungen Kurz II und Schallenberg mit Karoline Edtstadler (ÖVP; zuständig für EU und Verfassung) und Susanne Raab (ÖVP; zuständig für Frauen und Integration sowie seit 2021 auch für Familien und Jugend) zwei Kanzleramtsministerinnen.

## Funktion und Stellung
Ein Kanzleramtsminister ist – neben den mit der Leitung eines Bundesministeriums betrauten Bundesministern – ein weiteres Mitglied der Bundesregierung. Er ist mit der Besorgung bestimmter Geschäfte beauftragt, die in den Wirkungsbereich des Bundeskanzlers fallen. Er hat Sitz und Stimme im Ministerrat.
Kanzleramtsminister werden vom Bundespräsidenten auf Vorschlag des Bundeskanzlers nach Bedarf bestimmt.

„Der Bundespräsident kann die sachliche Leitung bestimmter, zum Wirkungsbereich des Bundeskanzleramtes gehörender Angelegenheiten, und zwar auch einschließlich der Aufgaben der Personalverwaltung und der Organisation, unbeschadet des Fortbestandes ihrer Zugehörigkeit zum Bundeskanzleramt eigenen Bundesministern übertragen; solche Bundesminister haben bezüglich der betreffenden Angelegenheiten die Stellung eines zuständigen Bundesministers.“

Eine besondere Häufung der Kanzleramtsminister bestand in den 1920er und 1930er Jahren, als 1923 die Bundesministerien für Inneres und auswärtige Angelegenheiten aufgelöst wurden, und unter Dollfuß und Schuschnigg in der Zeit des Austrofaschismus mehrere weitere Angelegenheiten beim Bundeskanzler zentralisiert wurden.

In den Staatsregierungen Deutschösterreichs von 30. Oktober 1918 bis 10. November 1920 (Renner I, II, III und anfangs Mayr I), wie auch in der provisorischen Staatsregierung 1945 (Renner IV) unterstanden alle Ressortleiter, als Staatssekretäre, der Staatskanzlei, wie das Bundeskanzleramt damals genannt wurde.
Daneben finden sich auch einige Interims-Ministerposten und -beauftragungen (etwa während der Neubildung und Umstrukturierungen von Ministerien). Explizite Minister ohne Portefeuille, also zu politischen, nicht administrativen Zwecken eingesetzt, gab es für längere Zeit nur in der Zwischenkriegszeit (1918–1938) und in der Besatzungszeit (1945–1955).

## Amtssitz
Die Kanzleramtsminister amtieren oft nicht direkt im Bundeskanzleramt am Ballhausplatz, sondern traditionell – wie auch allfällige Staatssekretäre des Bundeskanzlers – in der Beletage des Amalientrakts der Hofburg, wo auch der Bundespräsident residiert.